# ユーラシアプレート

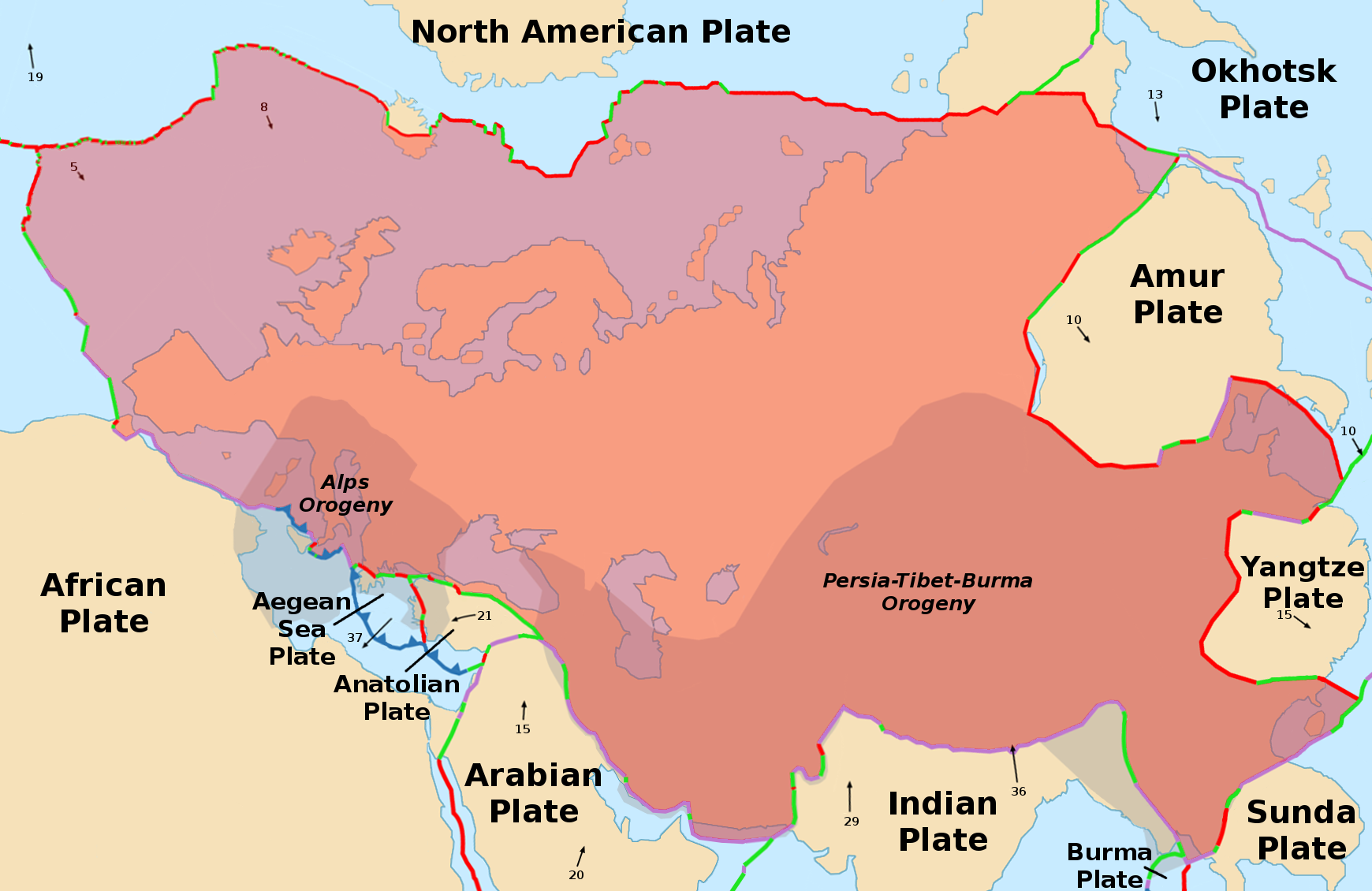
ユーラシアプレート

ユーラシアプレート（英: Eurasia Plate）は、東シベリア、インド亜大陸、アラビア半島の3地域を除くユーラシア大陸の地殻及びマントル上方のリソスフェアを形成する大陸プレートである。

## 周辺のプレートとの関係
大西洋中央海嶺から北極海、ベルホヤンスク山脈、間宮海峡、日本海東部、本州中部にかけての長いラインで北アメリカプレートと接している。また、相模トラフから南海トラフ、南西諸島海溝、フィリピン海溝にかけての海域ではフィリピン海プレートがユーラシアプレートの下に沈み込んでいる。日本付近のプレートについては諸説あり、過去には日本列島全体がユーラシアプレートに属するという見方がされてきたが、日本海東縁変動帯で地震が多発したことなどから糸魚川静岡構造線辺りを境界に東日本が北アメリカプレートに属するという見方が主流となり、最近ではさらに細かく分けて西南日本はアムールプレート、東北日本はオホーツクプレートとする説も出てきている。
ニューギニア島西方沖からスンダ海溝にかけてオーストラリアプレートが沈み込んでおり、アラカン山脈やパトカイ山脈では同プレートと衝突している。ヒマラヤ山脈ではインドプレートと衝突して高い山脈を形成している。ザグロス山脈南端からシリア北部、キプロス島付近でアラビアプレートと、キプロス島からジブラルタル海峡、アゾレス諸島付近でアフリカプレートとそれぞれ衝突しており、アゾレス諸島付近ではトランスフォーム断層を作っている。

## ユーラシアプレートに含まれることのあるプレート
- アムールプレート
- 揚子江プレート
- スンダプレート
- アナトリアプレート
- エーゲ海プレート
- ビルマプレート
- 沖縄プレート